# 林渤民
林渤民（1915年9月—2014年10月4日），曾用名李武英、林朋，山东招远人，中华人民共和国政治人物。

## 生平
1937年12月参加中国共产党，抗日战争期间，参加山西太谷县牺盟会，后任八路军太古游击支队二大队、太行区冀西各界抗日救国联合会主席、河北赞皇县县长，太行区第一专员公署民政科科长、秘书处主任，焦作市市长、太行行署建设处处长、陕南行署秘书长。
1951年起，曾任中共中央新疆分局秘书长、中共新疆维吾尔自治区党委秘书长、宣传部部长、书记处候补书记兼宣传部部长。1965年，任自治区党委书记处书记兼宣传部部长。文化大革命期间，任新疆维吾尔自治区党委常委，新疆东泉五七干校党委书记。1973年，任新疆维吾尔自治区党委常委兼宣传部部长。1980年3月15日，中国科学技术协会第二次全国代表大会在北京召开，会议选出第二届全国委员会，其被选为书记处书记（至1982年7月）。2014年，去世。